# Atajea
Atajea (también llamada popularmente La Atajea) es una localidad y pedanía española perteneciente al municipio de Loja, en la provincia de Granada, comunidad autónoma de Andalucía. Está situada en la parte occidental de la comarca lojeña. A siete kilómetros del límite con la provincia de Málaga, cerca de esta localidad se encuentran los núcleos de Venta del Rayo, Riofrío, Cuesta Blanca y Fuente Camacho.

## Demografía
Según el Instituto Nacional de Estadística de España, en el año 2013 Atajea contaba con 40 habitantes censados, de los cuales 24 eran varones y 16 mujeres.

### Evolución de la población
| Gráfica de evolución demográfica de Atajea entre 2003 y 2013 |
|                                                              |
| Datos según el nomenclátor publicado por el INE.             |